# Kit Connor
Pour les articles homonymes, voir Connor et Kit.
Kit Connor est un acteur et comédien britannique, né le 8 mars 2004 à Croydon (Angleterre).
Il se fait connaître grâce au rôle de l'adolescent Reginald « Reggie » Dwight, futur Elton John, dans le film biographique Rocketman (2019), de Joe Woodard dans le film dramatique Little Joe (2019), de Pantalaimon (voix) dans la série fantastique His Dark Materials : À la croisée des mondes (2019-2020) et de Nicholas « Nick » Nelson dans la série romantique Heartstopper (2022-) pour lequel il a gagné le Children's and Family Emmy Award for Outstanding Lead Performance.

## Biographie

### Jeunesse et formations
Kit Sebastian Connor naît le 8 mars 2004 à Croydon, dans la banlieue sud de Londres, en Angleterre. Son père Richard Connor, est concepteur professionnel dans l'agence londonienne AMVBBDO (en), et sa mère Caroline Connor, est productrice de publicités freelance. Il a un grand frère, Ned, et une grande soeur.
Jeune, il rentre à l'école primaire Hayes à Kenley et à l'école Whitgift (en) à South Croydon,.
Il commence le théâtre pour contrer sa timidité[réf. nécessaire] et débute le métier d’acteur, à l’âge de 8 ans, dans la sitcom Chickens.

### Carrière
En 2013, Kit Connor commence sa carrière à la télévision, en apparaissant dans un épisode de la sitcom Chickens, dans le téléfilm An Adventure in Space and Time de Terry McDonough et à nouveau dans un épisode de la série médicale Casualty.
En 2014, il est révélé au grand écran avec la comédie Noël en cavale (Get Santa) de Christopher Smith, dans le rôle de Tom Anderson, avec Rafe Spall qui interprète son père. La même année, il incarne Archie Beckles dans les deux saisons de la série d'aventure fantastique Rocket's Island.
En 2016, il endosse les costumes de Petya Rostov en plein Empire russe dans la mini-série Guerre et Paix (War & Peace), et, en 2017, ceux de Bob Sheenan au cœur de la Seconde Guerre mondiale dans la mini-série SS-GB.
En 2018, il apparaît dans les films Le Jour de mon retour (The Mercy) de James Marsh, Ready Player One de Steven Spielberg, Le Cercle littéraire de Guernesey (The Guernsey Literary and Potato Peel Pie Society) de Mike Newell et Massacre au pensionnat (Slaughterhouse Rulez) de Crispian Mills.
En 2019, il fait une petite apparition dans l'adolescence de Reginald « Reggie » Dwight, futur Elton John, du film biographique Rocketman de Dexter Fletcher, et il joue Joe Woodard dans le film dramatique Little Joe de Jessica Hausner. Ces deux films sont présentés en avant-premières au Festival de Cannes. La même année, il prête sa voix au personnage animalier, Pantalaimon, dans la série fantastique His Dark Materials : À la croisée des mondes (His Dark Materials).
En avril 2021, on annonce qu'il est engagé, aux côtés de Joe Locke, pour un rôle principal dans la série romantique Heartstopper (2022), adaptation du roman graphique du même titre signé Alice Oseman. Il y jouera le rôle de Nicholas « Nick » Nelson. Un adolescent au sourire solaire, qui recherche encore son identité sexuelle.

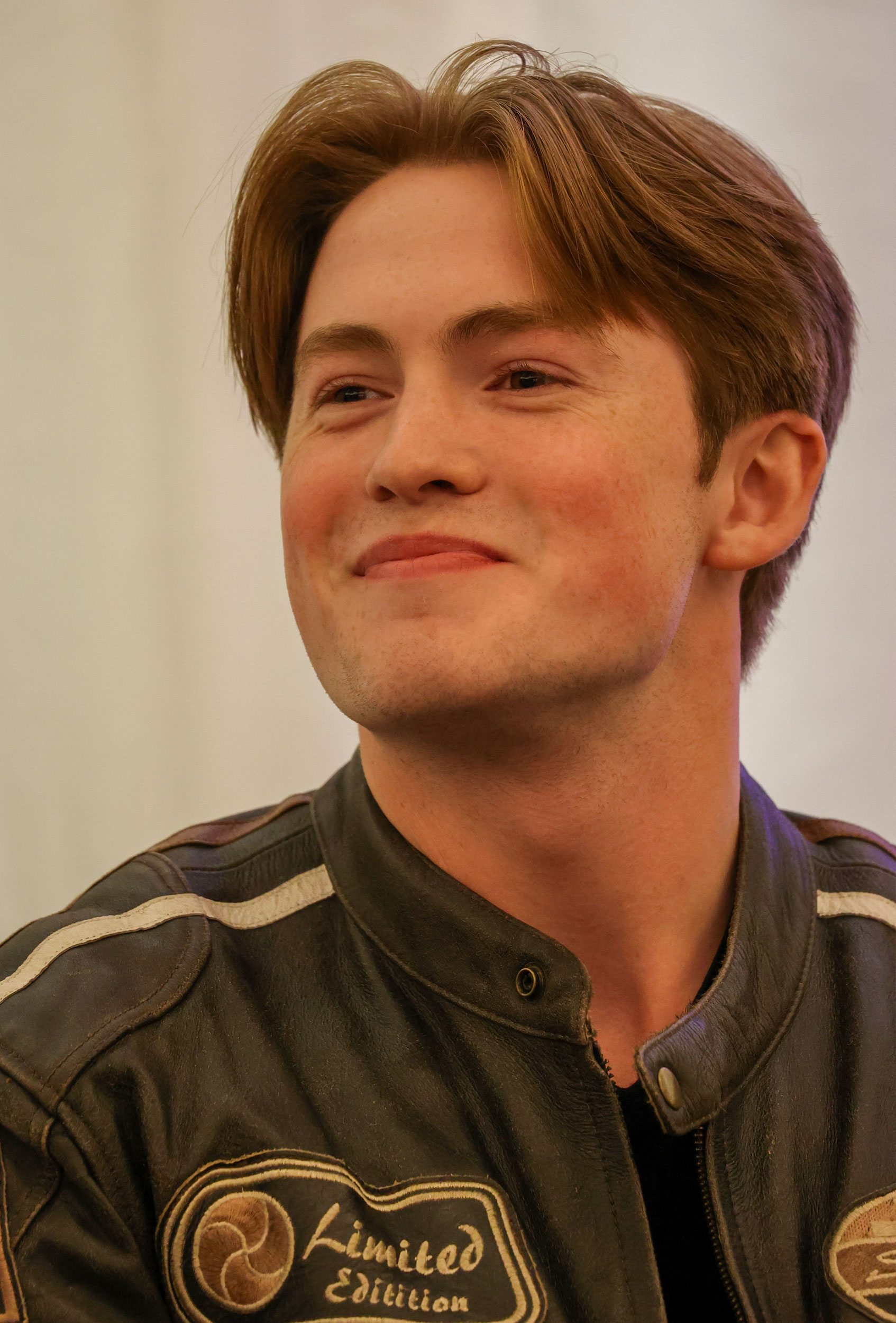
Kit Connor en 2022.

En août 2022, on apprend qu'il est choisi dans le rôle principal, aux côtés de Maia Reficco (en) et Kate del Castillo dans le film A Cuban Girl's Guide To Tea And Tomorrow de Katherine Fairfax Wright, adapté du roman homonyme de Laura Taylor Namey. À partir du 1er août 2022, il est aux côtés de sa mère, Caroline Connor, co-président de la société Basil Productions.
En 2023, il est également annoncé dans le rôle de Youngest dans le film d’épouvantes One of Us de Stefan de Graff.
En 2024, il apparaît dans Forbes 30 under 30 dans la catégorie « divertissement ». En mars de la même année, on apprend qu’il prète sa voix au personnage BrightBill dans le film d’animation Le Robot sauvage de Chris Sanders, aux côtés de Lupita Nyong'o et Pedro Pascal. Peu après, il est également choisi dans le film de guerre Warfare d'Alex Garland, aux côtés de D’Pharaoh Woon-A-Tai, Will Poulter, Charles Melton, Noah Centineo et Joseph Quinn. En mai suivant, il est choisi pour le rôle principal, celui de Roméo, dans l’adaption de Roméo et Juliette de William Shakespeare, aux côtés de Rachel Zegler, pour Broadway[réf. nécessaire].

### Vie privée
Kit Connor fait son coming out bisexuel, le 31 octobre 2022, sous la pression des réseaux sociaux, car beaucoup de fans disaient qu'il faisait seulement semblant de faire partie de la communauté LGBT+, après avoir été aperçu très proche avec sa co-star Maia Reficco.

## Filmographie

### Cinéma
- 2014 : Noël en cavale (Get Santa) de Christopher Smith : Tom Anderson
- 2015 : Mr. Holmes de Bill Condon : un garçon
- 2018 : Le Jour de mon retour (The Mercy) de James Marsh : Simon Crowhurst
- 2018 : Ready Player One de Steven Spielberg : Reb Kid
- 2018 : Le Cercle littéraire de Guernesey (The Guernsey Literary and Potato Peel Pie Society) de Mike Newell : Eli Ramsey
- 2018 : Massacre au pensionnat (Slaughterhouse Rulez) de Crispian Mills : Wootton
- 2019 : Rocketman de Dexter Fletcher : Reginald « Reggie » Dwight, futur Elton John, adolescent
- 2019 : Little Joe de Jessica Hausner : Joe Woodard
- 2025 : Warfare de Ray Mendoza et Alex Garland : Tommy

### Télévision

#### Téléfilms
- 2013 : An Adventure in Space and Time de Terry McDonough (non crédité)
- 2018 : Papi Rebelle (Grandpa's Great Escape) d'Elliot Hegarty : Jack

#### Séries télévisées
- 2013 : Chickens : Clem (saison 1, épisode 2 : Masculinity)
- 2013 : Casualty : Barnaby Lee (saison 28, épisode 18 : Away in a Manger)
- 2014-2015 : Rocket's Island : Archie Beckles (18 épisodes)
- 2015 : The Frankenstein Chronicles : Joey (saison 1, épisode 1 : A World Without God)
- 2016 : Guerre et Paix (War & Peace) : Petya Rostov (mini-série ; 3 épisodes)
- 2016 : Grantchester : Charlie Jones (saison 2, épisode 7)
- 2017 : SS-GB : Bob Sheenan (mini-série ; 3 épisodes)
- 2019-2022 : His Dark Materials : À la croisée des mondes (His Dark Materials) : Pantalaimon (voix ; 15 épisodes)
- 2022-2024 : Heartstopper : Nicholas « Nick » Nelson (24 épisodes)

## Théâtre
- 2024-2025 : Romeo + Juliet de William Shakespeare, mise en scène Sam Gold, Broadway : Roméo

## Doublage

### Animation
- 2024 : Le Robot sauvage (The Wild Robot) de Chris Sanders : Joli-Bec (Brightbill en VO)

### Jeu vidéo
- 2022 : A Plague Tale: Requiem : Lucas (voix)[14]